# Love Me (Lil Tecca)
Love Me è un singolo del rapper statunitense Lil Tecca, pubblicato il 15 luglio 2019 come quinto estratto dal primo mixtape We Love You Tecca.

## Tracce
Testi e musiche di Tyler-Justin Sharpe e Tomislav Ratesic.
1. Love Me – 1:57

## Formazione
- Lil Tecca – voce
- Dystinkt Beats – produzione, programmazione
- Joseph Colmenero – missaggio

## Classifiche

### Classifiche settimanali
| Classifica (2019) | Posizione massima |
| ----------------- | ----------------- |
| Canada            | 72                |
| Grecia            | 88                |
| Irlanda           | 73                |
| Lettonia          | 67                |
| Lituania          | 70                |
| Portogallo        | 30                |
| Regno Unito       | 66                |
| Stati Uniti       | 97                |

### Classifiche di fine anno
| Classifica (2019) | Posizione |
| ----------------- | --------- |
| Portogallo        | 150       |